# Petyr Baelish

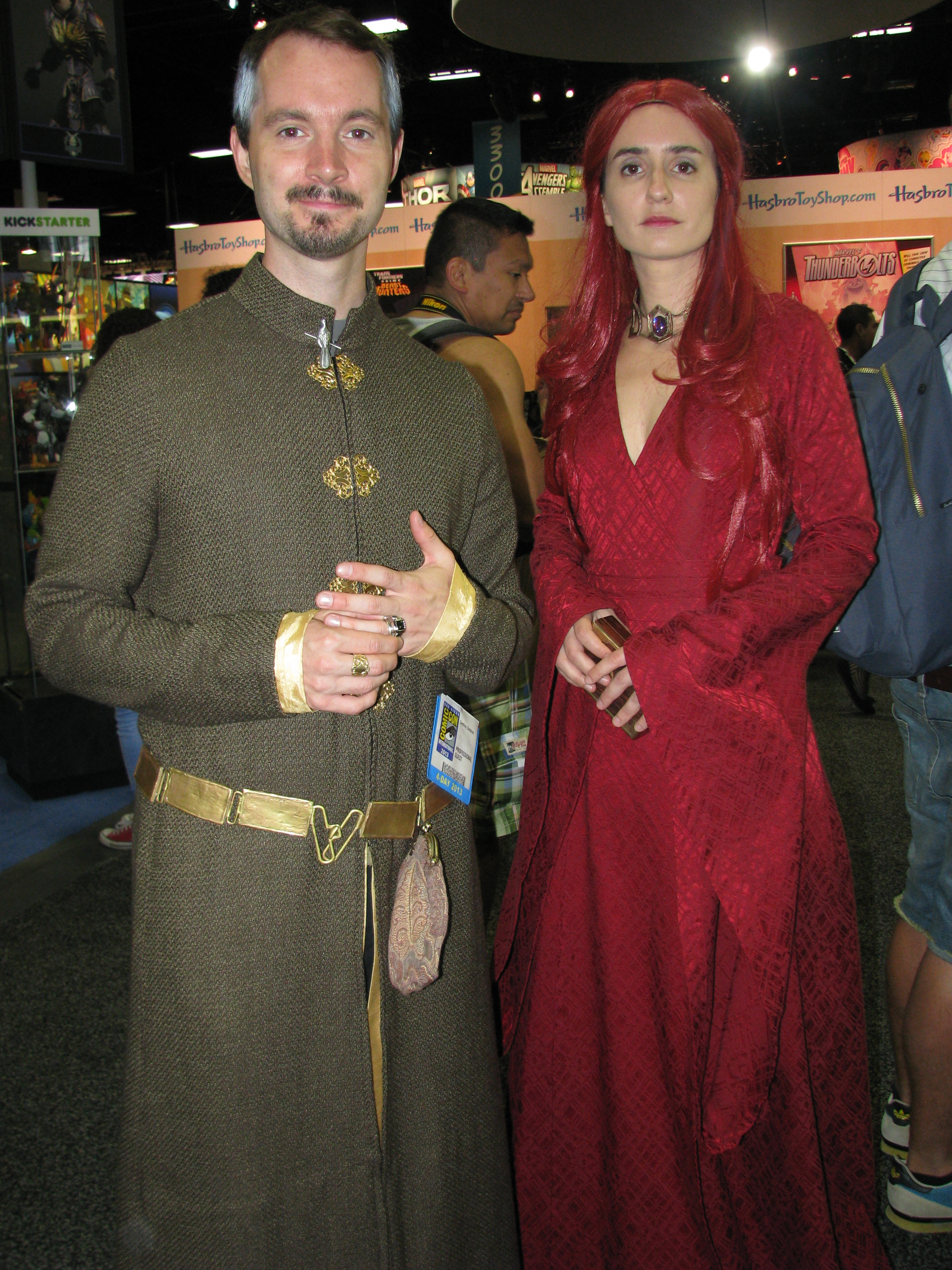
En cosplayer klädd som Petyr Baelish (till vänster).

Petyr Baelish, smeknamnet Lillfinger, är en fiktiv karaktär i Sagan om is och eld-serien av den amerikanska författaren George R.R. Martin och dess TV-anpassning Game of Thrones. 
Lillfinger introducerades i Kampen om järntronen (1996), är skattmästaren på kung Roberts lilla råd. Han är en barndomsvän till Catelyn Stark, efter att ha vuxit upp med henne och hennes två syskon på Flodvattnet. Därefter dök han upp i Martins böcker Kungarnas krig (1998), Svärdets makt (2000) och Kråkornas fest (2005). Han kommer att dyka upp i den kommande romanen The Winds of Winter. Lillfingers primära karaktärsattribut är hans listiga och gränslösa ambition. Ursprungligen härrörde han från en mindre familj med liten rikedom eller inflytande, Baelish använde manipulation, mutor och de förbindelser han säkrade vid Flodvattnet för att få makt och prestige i Kungshamn. Sedan dess har hans olika intriger direkt orsakat flera stora händelser som har påverkat Västeros, inklusive att sätta dit Tyrion Lannister för att försöka ta död på Bran Starks liv, Lord Eddard Starks undergång, Lord Jon Arryn och Kung Joffrey Baratheons död och de fem kungarnas krig.
Lillfinger framställs av skådespelaren Aidan Gillen i TV-anpassningen, som han har fått positivt kritiskt mottagande för.